# Lamas do Vouga
Lamas do Vouga era una freguesia portuguesa del concelho d'Águeda, amb 4,3 km² d'àrea i 729 habitants (2011). Densitat de població: 169,5 hab/km².
En el marc de la reforma administrativa nacional de 2013, va ser fusionada amb les freguesies de Trofa i Segadães per formar una nova freguesia anomenada União das Freguesias de Trofa, Segadães e Lamas do Vouga o Trofa, Segadães e Lamas do Vouga.

## Història
Malgrat la seva petita grandària, Lamas do Vouga és una de les freguesies amb més història del districte d'Aveiro. La seva importància històrica es deu al fet que les antigues carreteres que connectaven les ciutats de la península més occidental es creuen amb el riu Vouga. Per allà passava la calçada romana que connectava Olisipo amb Bracara Augusta. Posteriorment, també passarien per allà les carreteres medievals (Morisca, Coimbra, Real). Fins i tot avui, per allà passa l'Itinerari Complementari IC2. Una altra calçada romana, i més tard medieval, passant també per Lamas do Vouga, connectava Viseu amb la costa d'Aveiro. Els ponts medievals de Vouga i el riu Marnel, encara existents, segueixen donant testimoni de la importància viària antiga del lloc.
Com a parròquia religiosa, la història de Lamas do Vouga es remunta al Monestir de Santa Maria de Lamas, o Monestir de Marnel, documentat en el segle x i al qual està vinculat Gonçalo Viegas de Marnel. Aquest monestir estava situat a la riba sud del petit riu Marnel, afluent del Vouga.
L'església parroquial de Santa Maria de Lamas va ser consagrada en el segle xii, segons la làpida que encara es conserva. A causa de la sedimentació progressiva de les ribes del Vouga, l'emplaçament de l'església i el monestir originals de Santa Maria de Lamas, on encara queden algunes restes, es va tornar insalubre i freqüentment enaiguat per les inundacions, de manera que es va traslladar a un punt més alt en el costat nord del riu Marnel. Va ser abans de la presentació dels Ducs d'Aveiro, passant a la Corona quan aquesta família es va extingir, en el regnat de Dom Josep.
En l'organització civil, la parròquia de Lamas do Vouga succeeix a l'antic municipi de Vouga, que es va extingir el 31 de desembre de 1853. La seva seu, coneguda com la ciutat de Vouga, estava situada al llarg de la carretera reial, entre els ponts de Vouga i de Marnel, en un lloc que ara forma part del teixit urbà de la vila de Lamas do Vouga. Cal assenyalar que, sota l'antic règim, part de la vila de Lamas do Vouga pertanyia al municipi i al capità en cap d'Aveiro.
En 1689, el municipi de Vouga cobria Arrancada, el lloc de Santo António, Vale Maior e Carvalhal da Portela, Lanheses, Mesa, Macinhata, metade da Aguieira, Veiga, Ferreiros, Soutelo, Sabugal e as Póvoas de Cadaveira, Mouta, Moutedo, Campelinho, Assores, Viade, Salgueiro, Redondo, Bico, A-do-Fernando das Cavadas, Troviscal, Toural, Lavegadas, Chouchos i Mocho.
El municipi de Vouga va ser una de les innombrables comarques en què es va dividir Terra de Vouga, un territori medieval documentat en els segles XI a XIV, que corresponia aproximadament al sud del districte d'Aveiro, és a dir, d'Albergaria-a-Velha a Mealhada. La seu d'aquesta gran terra de Vouga va ser també el poble de Vouga.
El poble i la terra de Vouga estan en continuïtat amb l'antiga ciutat romana de Talabriga i el seu territori. Talabriga estava situada al Monte Marnel, o Cabeço do Vouga, un lloc de notables característiques defensives, ubicat precisament a la localitat de Lamas do Vouga. Tot i que encara no es coneix l'extensió exacta de la ciutat romana, les restes ja revelades per les excavacions mereixen una visita.
El declivi de la vila de Vouga es deu al procés de sedimentació del delta del riu Vouga, que va provocar la formació de l'estuari d'Aveiro, allunyant-se del mar i dificultant-ne la navegació. Quan el poble de Vouga va entrar en agonia, la ciutat d'Aveiro, ara la capital de districte, va emergir a la costa.